# Rossiya Airlines
Rossiya Airlines OJSC (ryska: ОАО «Авиакомпания" Россия "», OAO Aviakompanija "Rossija"), kallas även Rossiya - Russian Airlines (ryska: "Россия - Российские авиалинии», Rossija - Rossijskije avialinii) är ett nationellt flygbolag med huvudkontor i Sankt Petersburg, Ryssland. Flygbolaget härrör från sammanslagningen emellan företaget med samma namn och flygbolaget Pulkovo Aviation Enterprise. Flygbolaget flyger både reguljär- och charterflyg med passagerare från Sankt Petersburg och Moskva, samt VIP flygningar på uppdrag av den ryska regeringen. Rossiya används som den ryska presidentens flygbolag. Rossiya har sin huvudbas i Pulkovos internationella flygplats i Sankt Petersburg. Flygbolaget Aeroflot innehar en ägarandel på 75% i Rossiya.

## Historia
Flygbolaget grundades 1992 och är helägt av den ryska regeringen. År 2006 genomfördes en sammanslagning av Rossiya Airlines och Pulkovo Aviation Enterprise efter ett beslut av den ryska regeringen, den 29 oktober samma år började det nya flygbolaget flyga under namnet Rossiya. 
Bolagets kapital är 1  352 miljarder rubel.

## Sammanslagning med Aeroflot
I februari 2010 meddelade den ryska regeringen att alla regionala flygbolag som ägs av staten genom holdingbolaget "Rostechnologii" skulle gå ihop med det nationella flygbolaget Aeroflot för att öka flygbolagens ekonomiska bärkraft.

## Destinationer
Sedan fusionen med Pulkovo Airlines 2006, har Rossiya övertagit större delen av flygtrafiken som gjordes av Pulkovo Airlines. Pulkovo hade sin huvudbas i Sankt Petersburg som nu tagits över av Rossiya. Det sammanslagna bolaget har gjort Sankt Petersburg till sin huvudbas, vilket lett till att de fått en stark marknadsandel i detta område. Rossiya flyger även ifrån Moskva med ett flertal avgångar.

## Codeshare-avtal
Rossiya har Codeshare med följande flygbolag: 
| - Aeroflot (SkyTeam) - airBaltic - Air France (SkyTeam) - Armavia - Austrian Airlines (Star Alliance) - Belavia - Czech Airlines (SkyTeam) | - Estonian Air - Finnair (Oneworld) - KLM (SkyTeam) - LOT Polish Airlines (Star Alliance) - Norwegian Air Shuttle - Scandinavian Airlines (SkyTeam) |

## Flotta
Rossiyas flotta för civilt bruk innehöll dessa flygplan i december 2011.
Och Rossiyas flotta för statligt bruk innehöll i december 2010 dessa flygplan.

### Fotnoter
1. ↑  Реестр самолётов типа Антонов Ан-148
2. ↑  п²п╬п╡п╬я│я┌п╦ Aviation EXplorer: п⌠п╒п "п═п╬я│я│п╦я▐" п╨я┐п©п╦я┌ п╣я┴я▒ 9 я│п╟п╪п╬п╩я▒я┌п╬п╡ п░п╫-148
3. ↑  Planespotters.net page for Russia's government A319's Arkiverad 10 februari 2012 hämtat från the Wayback Machine.